# Llista de topònims de Vilallonga dels Monts
Llista de topònims (noms propis de lloc) de Vilallonga dels Monts (Rosselló).
Informació actualitzada per un bot. Els canvis manuals es perdran quan s'actualitzi!

## església
| imatge | Nom                                  | Ubicat a              | instància de          | Detalls                                               | coordenades                                                                    | Protecció                                                 | Commons (més fotos)                            | Dades a WD                    |
| ------ | ------------------------------------ | --------------------- | --------------------- | ----------------------------------------------------- | ------------------------------------------------------------------------------ | --------------------------------------------------------- | ---------------------------------------------- | ----------------------------- |
|        | Priorat de Santa Maria del Vilar     | Vilallonga dels Monts | església Ús: església | Estil: arquitectura romànica                          | 42° 30′ 35″ N, 2° 54′ 19″ E / 42.509861111111°N,2.9053333333333°E 270.3 msnm   | monument històric inventariat monument històric catalogat | Chapelle Notre-Dame de Vilar                   | Modifica les dades a Wikidata |
|        | Sant Esteve de Vilallonga dels Monts | Vilallonga dels Monts | església Ús: església | Estil: arquitectura romànica Dedicat a: Esteve màrtir | 42° 31′ 33″ N, 2° 54′ 14″ E / 42.5257°N,2.9038°E Catalunya del Nord 117.6 msnm |                                                           | Église Saint-Étienne de Villelongue-dels-Monts | Modifica les dades a Wikidata |

## muntanya
| imatge | Nom                        | Ubicat a                                                    | instància de | Detalls | coordenades                                                                | Protecció | Commons (més fotos) | Dades a WD                    |
| ------ | -------------------------- | ----------------------------------------------------------- | ------------ | ------- | -------------------------------------------------------------------------- | --------- | ------------------- | ----------------------------- |
|        | Puig Cobell                | Vilallonga dels Monts                                       | muntanya     |         | 42° 31′ 59″ N, 2° 53′ 32″ E / 42.532944°N,2.892167°E                       |           |                     | Modifica les dades a Wikidata |
|        | Puig Giner                 | Vilallonga dels Monts                                       | muntanya     |         | 42° 31′ 15″ N, 2° 54′ 00″ E / 42.520833333333°N,2.9000277777778°E 194 msnm |           |                     | Modifica les dades a Wikidata |
|        | Puig Petit de Sant Cristau | Rosselló Montesquiu d'Albera Vilallonga dels Monts l'Albera | muntanya     |         | 42° 29′ 31″ N, 2° 53′ 41″ E / 42.492056°N,2.894639°E                       |           |                     | Modifica les dades a Wikidata |
|        | Puig Terrós                | Vilallonga dels Monts                                       | muntanya     |         | 42° 30′ 57″ N, 2° 54′ 19″ E / 42.515778°N,2.905333°E 248 msnm              |           |                     | Modifica les dades a Wikidata |
|        | Puig d'Orella              | la Roca d'Albera Vilallonga dels Monts l'Albera             | muntanya     |         | 42° 29′ 19″ N, 2° 54′ 41″ E / 42.48859°N,2.91138°E 1031 msnm               |           | Puig d'Orella       | Modifica les dades a Wikidata |

## port de muntanya
| imatge | Nom               | Ubicat a                       | instància de     | Detalls | coordenades                                                 | Protecció | Commons (més fotos) | Dades a WD                    |
| ------ | ----------------- | ------------------------------ | ---------------- | ------- | ----------------------------------------------------------- | --------- | ------------------- | ----------------------------- |
|        | Coll de Sant Joan | Vilallonga dels Monts l'Albera | port de muntanya |         | 42° 29′ 22″ N, 2° 54′ 17″ E / 42.4895°N,2.9046°E 922.4 msnm |           |                     | Modifica les dades a Wikidata |
|        | Coll de la Font   | Vilallonga dels Monts l'Albera | port de muntanya |         | 42° 29′ 30″ N, 2° 53′ 44″ E / 42.4918°N,2.8956°E 939 msnm   |           |                     | Modifica les dades a Wikidata |
|        | Coll del Baladre  | Vilallonga dels Monts l'Albera | port de muntanya |         | 42° 29′ 28″ N, 2° 54′ 02″ E / 42.4911°N,2.9005°E 931.3 msnm |           |                     | Modifica les dades a Wikidata |

## Misc
| imatge | Nom                                      | Ubicat a                                                      | instància de                          | Detalls                                                 | coordenades | Protecció | Commons (més fotos) | Dades a WD                    |
| ------ | ---------------------------------------- | ------------------------------------------------------------- | ------------------------------------- | ------------------------------------------------------- | --- | --------- | ------------------- | ----------------------------- |
|        | Ribera de Vilallonga                     | Vilallonga dels Monts Sant Genís de Fontanes la Roca d'Albera | curs d'aigua                          | Llarg: 10.6km                                           | 42° 29′ 36″ N, 2° 54′ 22″ E / 42.49333333333333°N,2.906111111111111°E 42° 33′ 39″ N, 2° 56′ 05″ E / 42.560833333333335°N,2.9347222222222222°E         |           |                     | Modifica les dades a Wikidata |
|        | Sant Lluís de la Granja                  | Vilallonga dels Monts                                         | capella                               |                                                         | 42° 32′ 43″ N, 2° 53′ 28″ E / 42.545277777778°N,2.8911388888889°E 52.4 msnm                                                                           |           |                     | Modifica les dades a Wikidata |
|        | Tec                                      | Pirineus Orientals                                            | riu                                   | Desemboca: mar Mediterrània Llarg: 84.1km Conca: 721km² | 42° 35′ 25″ N, 3° 02′ 42″ E / 42.59027778°N,3.045°E 42° 25′ 22″ N, 2° 19′ 20″ E / 42.4229°N,2.3223°E 42° 35′ 21″ N, 3° 02′ 42″ E / 42.5893°N,3.0451°E |           | Tech (river)        | Modifica les dades a Wikidata |
|        | casa de la vila de Vilallonga dels Monts | Vilallonga dels Monts                                         | instal·lació Ús: seu del govern local |                                                         | 42° 31′ 36″ N, 2° 54′ 10″ E / 42.5266022245022°N,2.90270119696667°E fr:RUE DES ECOLES, 66740 VILLELONGUE-DELS-MONTS                                   |           |                     | Modifica les dades a Wikidata |
|        | castell de la Granja                     | Vilallonga dels Monts                                         | château                               | Arquitecte: Viggo Dorph-Petersen                        | |           |                     | Modifica les dades a Wikidata |